# Palatin (Kragen)

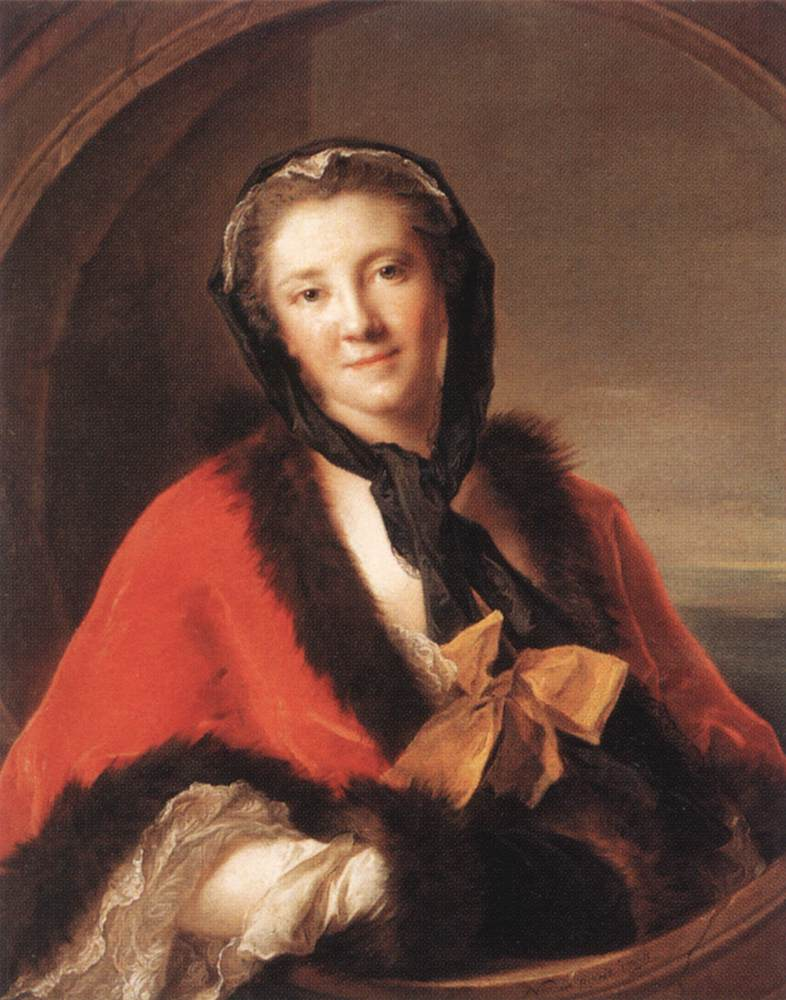
Comtesse Tessin mit pelzverbrämtem, wahrscheinlich auch mit Pelz abgefüttertem Palatin und Pelzmuff (1766)

Als Palatin oder Palatine wurde im 17. bis 19. Jahrhundert ein zu der Zeit viel getragener tuchartiger Umhängekragen bezeichnet.
Der Begriff ist nicht direkt aus dem lateinischen „palatinus“ entstanden, sondern geht auf die französische Zwischenform „palatine“, „Pelzkragen“, „Kragentuch“ zurück. Die Kragenform ist eigentlich der altpfälzischen Tracht entnommen. Lieselotte von der Pfalz (* 1652; † 1722) hat bei ihrer Heirat mit Herzog Philipp I. von Orléans diese Pelzkragen aus ihrer Heimat mitgebracht und am französischen Hof populär gemacht. Gemäß seiner pfälzischen Herkunft wurde er dort als „palatines“ bezeichnet (Palatinat = Pfalz). Eigentlich in Europa als Pelzaccessoire längst bekannt, kehrte er, um einige Verfeinerungen ergänzt, als Modekragen unter dem Namen Palatin dann nach Deutschland zurück.
Francis Weiss, ein englischer Pelzhändler und Autor, vermutet, dass der Pelzkragen der Lieselotte von der Pfalz eigentlich ein Pelzkollier, ein in Tierform gearbeiteter Kragen, aus Zobelfell gewesen ist. Die oftmals kunstvoll garnierten Fellkolliers bis zu dieser Zeit sind auch als Flohpelze bekannt. Lieselotte schrieb am 14. Dezember 1676 an ihre Tante Sophie, Kurfürstin von Hannover:
„...Ich muss sagen, dass der König mir noch täglich mehr Gnade erweist, denn er spricht mir überall zu, wo er mich antrifft, und lässt mich jetzt all Samstag holen, um Medianosche mit ihm bei Madame de Montespan zu halten. Dieses macht auch, dass ich jetzt sehr à la Mode bin, denn alles, was ich sage und tue, es sei gut oder überzwerch, das admirieren die Hofleute dermaßen, dass, wie ich mich jetzt bei dieser Kälte bedacht, meinen alten Zobel anzutun, um wärmer auf dem Hals zu haben, so lässt jetzt jedermann auch einen nach diesem Schnitt machen und es ist jetzt die größte Mode; welches mich wohl lachen macht, denn dieselben, wo jetzt diese Mode admirieren und selber tragen, haben mich vor fünf Jahren, als ich in Frankreich ankam, dermaßen ausgelacht und so sehr mit meinem Zobel beschrien, dass ich ihn seither nicht mehr hab antun dürfen. So geht es hier bei Hofe zu, wen die Kurtisane sich einbilden, dass einer in Gunst ist, so mag einer auch tun was er will, so kann man doch versichert sein, dass man gebilligt wird; wenn sie sich das Gegenteil einbilden, so werden sie einen ridikül halten, wenn er gleich vom Himmel käme...“
Der Kragen wird im Deutschen 1715 erstmals unter dem Namen Palatin erwähnt, im „Nutzbaren, galanten und curiösen Frauenzimmer-Lexikon“ von Gottlieb Siegmund Corvinus, herausgegeben in Leipzig. 1776 veröffentlichte Heinrich Leopold Wagner das Trauerspiel Die Kindsmörderin. Darin kennzeichnet Frau Humbrecht ihren an Mode desinteressierten Gatten, den Metzger Martin Humbrecht mit folgenden Worten:
„Er ist noch nicht ganz von der alten Welt; er kann sich's nicht vorstellen, wie ich mein Kreuz mit ihm hab'! - Vor zwei Jahren zu Anfang des Winters hätten wir uns bei einem Haar von Tisch und Bett, Gott verzeih' mir's! geschieden, weil ich mein martern Paladin [Marderfell-Kragen], das er von seiner Großmutter geerbt hatte, gegen ein neumodischeres vertauschte; und noch erst vor acht Tagen sollte mein Evchen ein Kind hebe [aus der Taufe heben], da bestand er mit Leib und Seel darauf, sie müßte die goldene Haube aufsetzen, und doch sieht man sie keinen Menschen mehr auf haben, als höchsten Gärtner und Leinewebers Töchtern.“
In den 1820er Jahren wurde es in Frankreich plötzlich Mode, dass sich die Damen mit Palatinen aus schwarzem Katzenfell schmückten, eine Mode, die sich schnell nach Osten ausbreitete, aber nicht lange anhielt. Zumindest im modebewussten Petersburg waren Palatinen aus so genannten Genottenkatzen bald darauf wieder verschwunden. Im milderen Klima Frankreichs wurden bald auch leichte Hals- und Brusttücher aus Seide und durchsichtigen Geweben als palatines bezeichnet. Friedrich Hottenroth bildete in seinem Handbuch der Deutschen Tracht eine schulterbreite Palatine ab, die vorn in zwei Schal-Enden übergeht. Sie war Mitte der 1920er Jahre aus dem neu für die Mode entdeckten, grauen südamerikanischen Chinchillafell gearbeitet.
Der im 18. Jahrhundert viel gelesene Schriftsteller Gottlieb Wilhelm Rabener (* 1714; † 1771) legt in einer seiner Satiren Wert darauf, dass die „Frauenzimmerseelen keine Halstücher, sondern wenn es hochkommt, nur flüchtige Palatinen tragen“. Bruno Schier versucht in seiner Arbeit Namen und Sachgeschichte des Kleidungsstück Palatin den Wandel von einem warmen Kleidungsstück zu etwas nunmehr Hauchdünnem, Luftigem mit einer „geschickten Andeutung“ von Rabener in einem Zitat einer anderen Stelle zu erklären: „Er schielt nach dem Palatine und wird so heiß vor Liebe, daß er schmelzen möchte“.
Im Geiste des französischen A la Mode-Wesens war der Palatin zu einem Gegenstand modischer Koketterie geworden. Weitere Erwähnungen finden sich im komischen Heldengedicht des Justus Friedrich Wilhelm Zachariae (* 1726; † 1777), „ein zartes Palatin, zu dünn, etwas zu decken“ und 1771 bei Christoph Martin Wieland im Neuen Amadis, mit der „bösen Gewohnheit“, „nach Paladinen, die sich ein wenig verschoben, zu schielen“. Jedoch hält der junge Goethe ein „gemalt neumodisch Band, die leichsten Palatinen“ selbst bei den kühnsten Kleiderausschnitten noch für ausreichend.
Mit dem Verschwinden des tiefen Dekolletés verschwand in den beiden letzten Jahrzehnten des 18. Jahrhunderts auch der Palatin. Er wurde zunehmend durch die Follette ersetzt, ein dreieckig gefaltetes, vorn übereinander geschlagenes Halstuch aus leichten Stoffen, und sein Name geriet allmählich weitgehend in Vergessenheit.

## Belege
1. ↑  Biedenfeld: Modejournal für Kürschner, Hut- und Mützenmacher, Zweites Heft. Undatiert  (um 1845), S. 58.
2. ↑  Der Sprachdienst, S. 121. (Memento vom 7. Januar 2007 im Internet Archive) (PDF; 918 kB)
3. ↑  D. Johann Heinrich Moritz Poppe: Johann Christian Schedels neues und vollständiges Waaren-Lexikon. Zweiter Teil M bis Z, Vierte  durchaus verbesserte Auflage, Verlag Carl Ludwig Brede, Offenbach am Mayn 1814, S. 127 „Palatin“
4. ↑  Johann Leonhard Frisch: Neues französisch-teutsches und teutsch-französisches Wörterbuch. andere Auflage, Leipzig 1719, S. 728a (nach Schier)
5. 1 2 3  
Bruno Schier: Zur Namen- und Sachgeschichte des Kleidungsstückes Palatine. In: Das Pelzgewerbe. Beilage zur Zeitschrift Hermelin XXII. Jg. Heft 9/10, 1952, Hermelin-Verlag Dr. Paul Schöps, Berlin / Leipzig, S. 4–8.
6. ↑  Francis Weiss: Eine zweifelhafte Geschichte. In: Hauszeitschrift „Marco“, 31. Ausgabe/10. Jg. Jahresschluss 1972, Märkle & Co., Fürth, S. 29–31
7. ↑  Der Flohpelz – eine kitzlige Sache. In: Pelz International. 32. Jg., April 1979, ISSN 0171-533X, S. 180
8. ↑  Jos. Klein: Der sibirische Pelzhandel und seine Bedeutung für die Eroberung Sibiriens. Inaugural-Dissertation an der Rheinischen Friedrich-Wilhelm-Universität zu Bonn, 1906, S. 63. Sekundärquelle v. Baer: Nachrichten aus Sibirien und der Kirgisensteppe. St. Petersburg 1845. S. 213 f.
9. ↑  Sperander (F. Gladow): À la Mode-Sprach der Teutschen. Nürnberg, 1727 (nach Schier)
10. ↑  Friedrich Hottenroth: Die Bilder aus dem Handbuch der Deutschen Tracht. Verlag Th. Schäfer, Hannover, 1985, einfarbige Ausführung, S. 220 (Originalausgabe erstanden 1892 bis 1896), ISBN 3-88746-111-8.
11. ↑  Heinrich Leopold Wagner: Werke. Herausgegeben von August Sauer in Kürschners National-Literatur, Bd. 80, S. 300 f. (nach Schier)
12. ↑  Friedrich Wilhelm Zacharia: Der Renommist. Leipzig 1744, II., S. 149 (nach Schier)
13. ↑  Christoph Martin Wieland: Der neue Amadis. Leipzig 1771, S. 6 (nach Schier)
14. ↑  Johann Wolfgang von Goethe: Vollständige Ausgabe letzter Hand. Stuttgart 1827 ff., XII, S. 14 (nach Schier).